# Aceite de amaranto

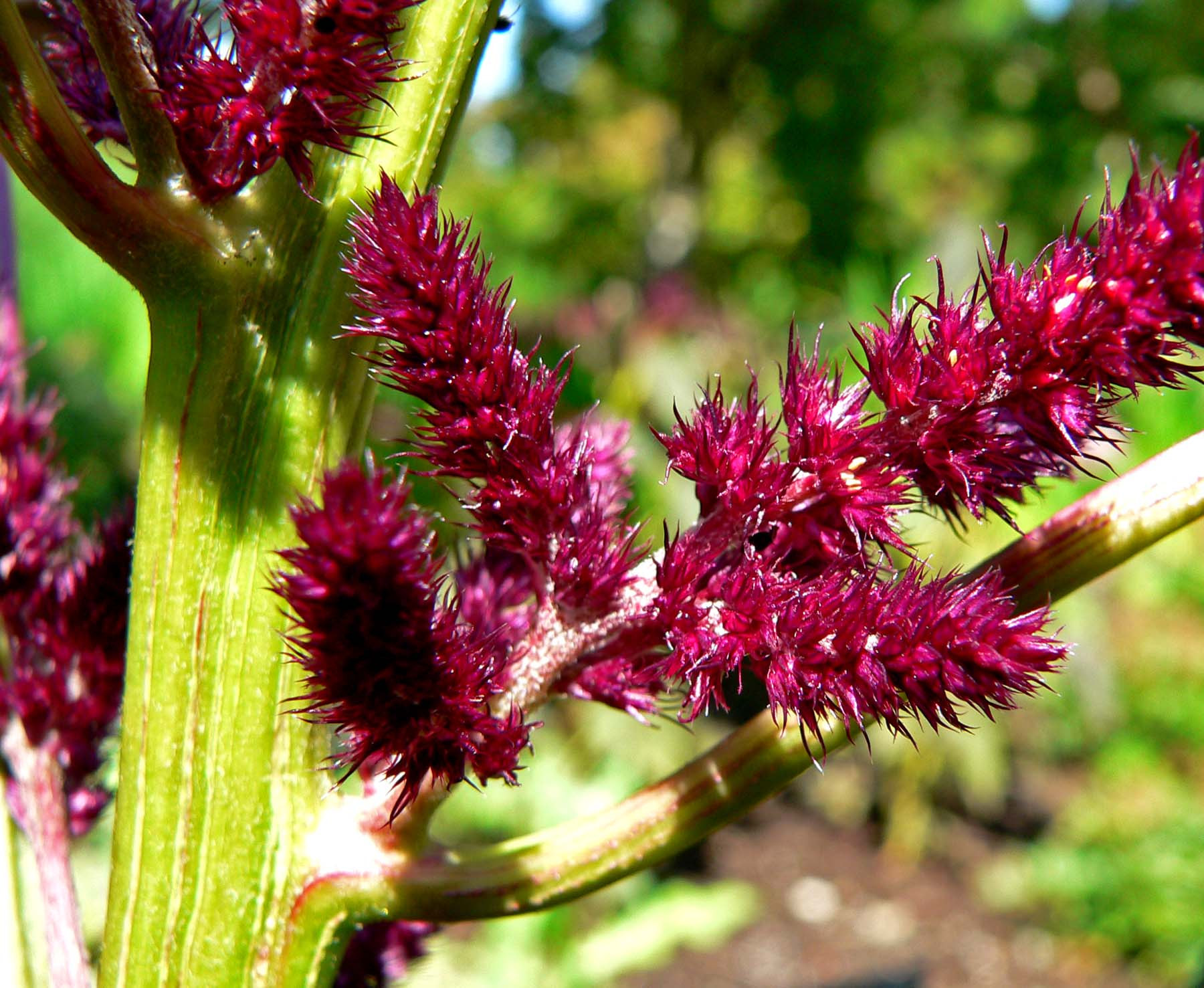
A. cruentus, una fuente de las semillas de amaranto.

El aceite de amaranto se extrae de las semillas de varias  especies del género Amaranthus, como A. cruentus y A. hypochondriacus.
Es un aceite comestible de sabor agradable que se mantiene fluido a temperaturas bajas; su punto de fusión es de -27 °C. Se ha estudiado su utilidad como sustituto de otras grasas comestibles para reducir el riesgo de enfermedades cardiovasculares, debido a que contiene escualeno que interfiere en la síntesis del colesterol. El rendimiento en aceite de la semilla de amaranto varía de 5 a 8 %, del peso de la semilla, muy bajo si se compara con otras fuentes de aceite. Ello es debido a que el aceite se encuentra sólo en el germen.